# Eremiaphila pierrei
Eremiaphila pierrei è una specie di mantide religiosa appartenente al genere Eremiaphila. È particolarmente diffusa in Algeria.